# Burgrest Jettenburg
Der Burgrest Jettenburg ist ein Burgstall bei der Ulrichskirche in Jettenburg, einem Ortsteil von Kusterdingen im Landkreis Tübingen in Baden-Württemberg.

## Geschichte
Die vermutlich um 1100 erbaute Burg war Sitz der 1100 bis 1209 erwähnten Edelfreien von Jettenburg. Die Burg wurde mit dem Weiler und der Herrschaft Jettenburg 1452 an Württemberg verkauft und ist 1480 verfallen. 

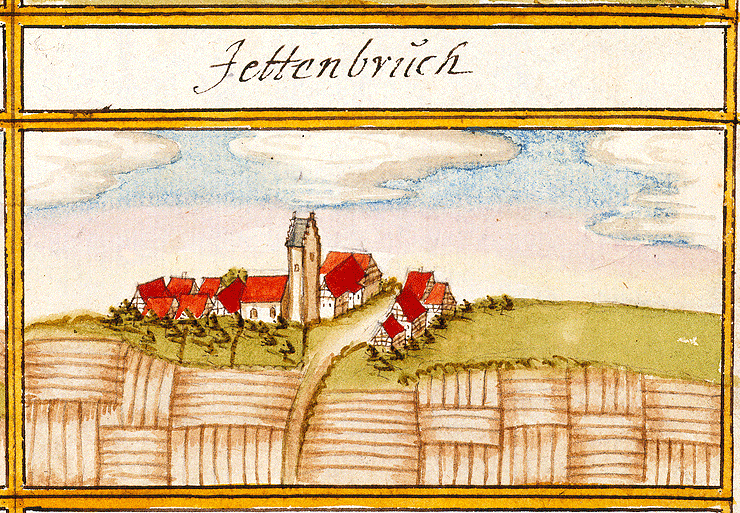
Die Ortschaft Jettenburg mit dem erhaltenen Wartturm der ehemaligen Burganlage im Jahr 1683 auf eine Karte von Andreas Kieser

Von der ehemaligen Burganlage war lange Zeit nur der Kirchturm der evangelischen Dorfkirche als Wartturm oder auch Bergfried der ehemaligen Burg angesehen worden.
Bei einer Notgrabung im Bereich Auf der Burg südöstlich der Kirche im November 2023 wurden die noch etwa 2,40 m dicken Fundamente einer Turmburg ergraben, genau an der Stelle, wo sie auch nach Schriftquellen des 15. Jahrhunderts vermutet wurde. Aufgrund der Mächtigkeit der gefundene Reste der Burg vermutet das Landesamt für Denkmalpflege Baden-Württemberg, dass die Erbauer nicht aus dem niederen Adel, sondern aus dem Umkreis der Pfalzgrafen von Tübingen stammen könnten. Die Mächtigkeit der Fundamente lasse die Schlussfolgerung zu, dass der Turm mindestens drei steinerne Stockwerke besaß. Bei der Ausgrabung gefundene Keramikteile werden ins 9. bis 10. Jahrhundert datiert. Die Turmfundamente selbst werden ins 11. Jahrhundert gelegt. Holzkohle und Aschereste lassen die Vermutung eines Brandes im Bereich der Burg zu und die Schlussfolgerung, dass weitere Holzbauten um die Turmburg bestanden haben müssen.